# Lotus castellanus
Lotus castellanus é uma espécie de planta com flor pertencente à família Fabaceae. 
A autoridade científica da espécie é Boiss. & Reut., tendo sido publicada em Diagnoses Plantarum Orientalium Novarum, ser. 1, 2(9): 34. 1849.

## Portugal
Trata-se de uma espécie presente no território português, nomeadamente em Portugal Continental.
Em termos de naturalidade é nativa da região atrás indicada.

## Protecção
Não se encontra protegida por legislação portuguesa ou da Comunidade Europeia.